# Rocky Neck State Park

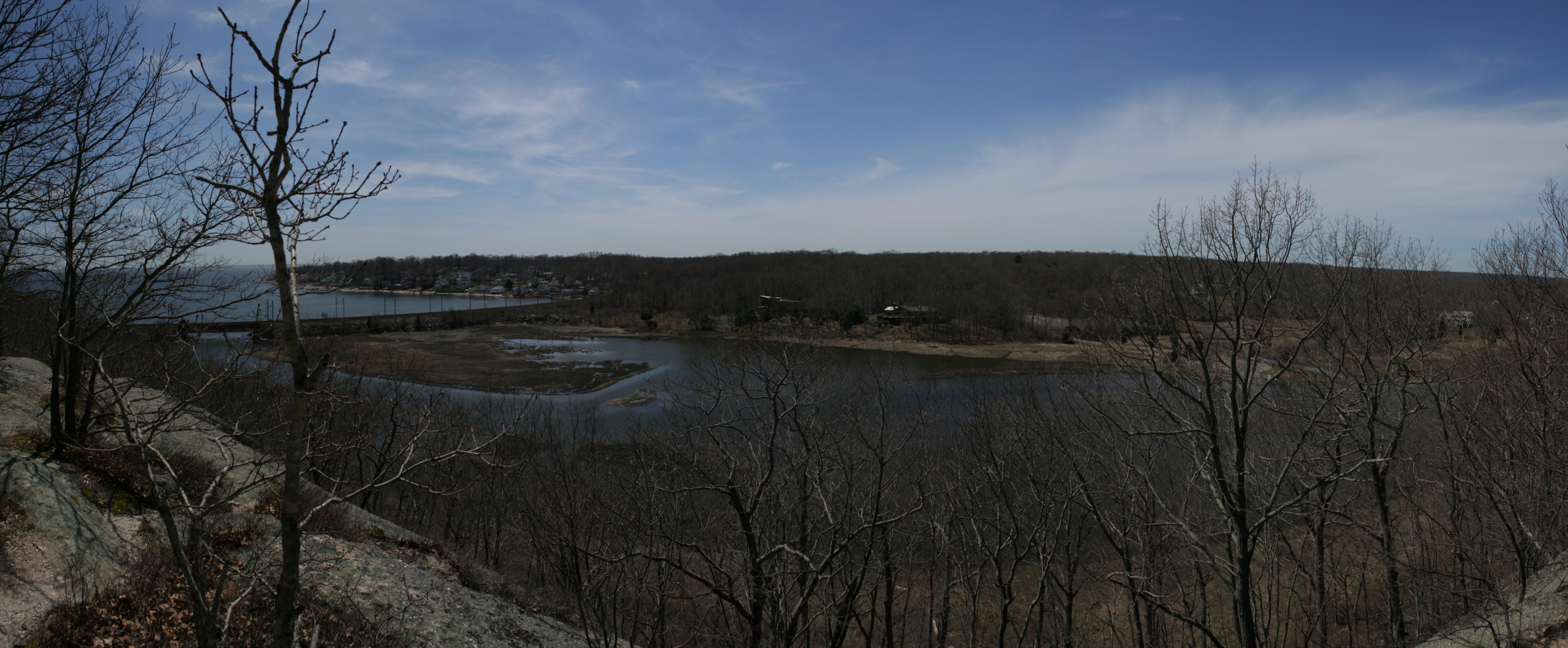
Blick von Tony’s Nose Overlook bei Rocky Neck

Rocky Neck State Park ist ein State Park und Strand am Long Island Sound auf dem Gebiet von East Lyme, Connecticut. Der Aussichtspavillon ist mit 108,5 m das größte Gebäude Connecticuts aus der Zeit der Great Depression. Die Gründung des Parks geht zurück auf das Jahr 1931. Einige Naturschützer kauften zu diesem Zeitpunkt das Land, um es vor Spekulationen zu schützen, bevor der Landkauf von der Staatsregierung autorisiert wurde.
Der Park hat einen eigenen Anschluss (exit 72) an die Interstate 95.

## Geographie
Rocky Neck wird im Westen vom Four Mile River, einem Gezeitenfluss, und im Osten von einer breiten Salzmarsch begrenzt. Wenige Kilometer weiter westlich mündet der Connecticut River in den Long Island Sound. Rundum von dichtbesiedelten Gebieten umgeben, bietet der Park ein kleines Fleckchen Natur.

## Natur
Bei den ersten Siedlern war Rocky Neck als Refugium mit einer Überfülle von Fischen und Wildtieren bekannt. Noch heute dringen im Frühjahr bei hoher Flut Heringe in den Bride Brook ein, um weiter landein zu laichen. Der Fischadler ist im Sommer ein regelmäßiger Besucher. Im Herbst kommen Kraniche, Reiher und Schwäne, die in den ausgedehnten Rohrkolben-Beständen und Marschen Rast machen. Saisonale Wanderungen bringen Makrelen, Wolfsbarsche, Tautog und Flundern in das Gebiet, so dass Rocky Neck auch ein beliebtes Ziel für Angler ist.

## Pavillon
Der Ellie Mitchell Pavilion wurde als Hilfsprogramm zur Zeit der Great Depression 1936 von der Works Progress Administration fertig gestellt. Das Gebäude im National-Park-Service-Rustic-Stil wurde von Russell F. Barker zusammen mit anderen entworfen. Das geschwungene Gebäude zieht sich über mehr als 100 m und ist bis zu 24,4 m breit.
Der Bau wurde in den frühen 1930er Jahren begonnen um die Menschenmassen zu zerstreuen, die sich in Hammonasset Beach State Park sammelten. Der größte Teil des Bauholzes und des verwendeten Granits wurden aus örtlichen Lagern gewonnen sowie aus den Überresten einer aufgelassenen Düngerfabrik. Die Stützpfeiler wurden hergestellt aus Bäumen, die jeweils in einem der anderen State Parks geschlagen wurden. Der Pavillon wurde im Oktober  1936 an die Staatsregierung übergeben. er wurde als Ellie Mitchell Pavilion eröffnet. Besucher konnten dort Essen und Getränke kaufen und sich an 8 Feuerstellen während der kühleren Jahreszeiten wärmen.
1986 wurde der Pavillon mit den umgebenden 2,6 ha Land im National Register of Historic Places eingetragen.

## Historische Brücke
Der Park wird durch den Northeast Corridor durchschnitten, der Hauptlinie der Bahngesellschaft Amtrak von New York City nach Boston. Diese Linie folgt einem Wegerecht, das 1848 von der New Haven and New London Railroad geschaffen wurde. Seit 1934 führt eine Fußgängerbrücke über die Bahnlinie vom Pavillon zu den Parkgelegenheiten. Die Stahlbogenbrücke mit einer Spannweite von rund 11 m wurde von der Historic American Engineering Record dokumentiert, die sie als "an unusual surviving example of a railroad footbridge." bezeichnet.

## Freizeitaktivitäten
Im Park besteht die Möglichkeit zu Picknick, Angeln und Schwimmen. Verschiedene Fußwege führen zu den Salzmarschen und zu interessanten Punkten wie Baker's Cave, Tony’s Nose und Shipyard. Es gibt 160 Campsites mit Holzhütten bzw. freien Plätzen als Übernachtungsmöglichkeiten.
In einem kleinen Informationszentrum bei den Campingplätzen erhält man Informationen zur örtlichen Fauna und Naturgeschichte. Dort werden auch Bildungsprogramme und Wanderungen angeboten.